# Władysław Barbacki
Władysław Andrzej Barbacki (ur. 1 października 1854 w Słopnicach Królewskich (obecnie część wsi Słopnice),  zm. 30 września 1938 w Nowym Sączu) – polski doktor prawa i administracji, adwokat i burmistrz Nowego Sącza w latach 1900-1918.

## Życiorys
Władysław Barbacki urodził się 1 października 1854 roku w Słopnicach Królewskich, gdzie jego ojciec Jan był nauczycielem i organistą. Jego matka Aniela z domu Dydzyńskich miała pochodzenie szlacheckie (jej matka była hrabiną z rodu Potockich). W dzieciństwie bywał na dworze u swoich dziadków w Przyszowej. Miał trzech braci Antoniego, Jana i Leona. Bratankiem Władysława od strony Leona był malarz Bolesław Barbacki. 
Był żonaty z Heleną z Lippayów, z którą miał piątkę dzieci: Stanisława, Zenona, Kazimierza, Marię i Jadwigę, która zmarła w 1901 na zapalenie opon mózgowych.
Uczęszczał do szkoły podstawowej w Słopnicach. 1872 roku został absolwentem gimnazjum w Nowym Sączu, natomiast doktoryzował się na Uniwersytecie Jagiellońskim w 1878. Od 1885 roku prowadził własną kancelarię.
8 Marca 1900 roku został wybrany na burmistrza miasta Nowy Sącz. W tym samym roku, dzięki Władysławowi Barbackiemu uporządkowano Bibliotekę Publiczną im. J. Szujskiego i udostępniono ją ogółowi mieszkańców. Działania Barbackiego doprowadziły do rozwoju i ożywienia miasta. Za jego kadencji doszło m.in. stworzenia linii telefonicznej łączącej miasto z Krakowem, Krynicą i Szczawnicą w 1905, elektryfikacji miasta w 1912, a także do zbudowania wodociągów i kanalizacji.
W 1916 został honorowym obywatelem miasta Nowy Sącz.
7 listopada 1918 roku Władysław Barbacki zrezygnował on z funkcji burmistrza (zastąpił go jego zastępca Wiktor Oleksy) z powodu krytyki na temat jego klerykalizmu, nadmiernego konserwatyzmu i działania w Sodalicji Mariańskiej. Rada Miejska nie przyjęła jego dymisji i jednogłośnie uchwaliła Barbackiemu wotum zaufania. Dodatkowo Zarząd Miasta zwrócił się do Barbackiego, aby przemyślał swoją decyzję o odejściu. Działania te nie przyniosły jednak skutku, dotknięty stawianymi mu zarzutami pozostał przy swojej decyzji o odejściu z urzędu i wycofał się z życia politycznego. Po odejściu ze stanowiska aktywnie kontynuował działania w Sodalicji Mariańskiej. Został odznaczonym orderem Pro Ecclesia et Pontifice.
Zmarł 30 września 1938 roku i został pochowany w Nowym Sączu w grobowcu wraz ze swoją żoną.
Na cześć Władysława Barbackiego w 2009 roku nazwano Stowarzyszenie im. Władysława Barbackiego – forum dyskusyjne dotyczące spraw rozwoju i gospodarki Nowego Sącza.